# Arrel enèsima
En matemàtiques, l'arrel enèsima d'un nombre x és un nombre r que, quan s'eleva a n, equival a x:
{\displaystyle r^{n}=x}
On n és el grau de l'arrel. Una arrel de grau 2 s'anomena arrel quadrada i una arrel de grau tres arrel cúbica. Les arrels de grau superior es designen usant els nombres ordinals, com per exemple arrel quarta, arrel vintena, etc.
Per exemple:
- 2 és una arrel quadrada de 4, perquè {\displaystyle 2^{2}=4}.
- −2 també és una arrel quadrada de 4, perquè {\displaystyle (-2)^{2}=4}.

Un nombre real o nombre complex té n arrels de grau n. Les arrels de 0 no són diferents (totes són zero), però excepte aquest cas especial, totes les n arrels enèsimes de qualsevol altre nombre real o complex són diferents. Si n és parell i el nombre és real i positiu, una de les seves n arrels és positiva, una és negativa i la resta són complexes però no reals; d'altra banda, si n és parell i el nombre és real i negatiu, cap de les n arrels és real. Si n és imparell i el nombre és real, una arrel és real i té el mateix signe que el nombre, mentre que la resta d'arrels no són reals.
Les arrels se solen escriure mitjançant el símbol de radical {\displaystyle {\sqrt {\,\,}}} o {\displaystyle \surd {}}, on {\displaystyle {\sqrt {x}}\!\,} o {\displaystyle \surd x} denoten l'arrel quadrada, {\displaystyle {\sqrt[{3}]{x}}\!\,} denota l'arrel cúbica, {\displaystyle {\sqrt[{4}]{x}}} denota l'arrel quarta, etc. En l'expressió {\displaystyle {\sqrt[{n}]{x}}}, n s'anomena índex, {\displaystyle {\sqrt {\,\,}}} és el símbol de radical i x és el radicand.
En càlcul, les arrels es tracten com casos especials de potenciació en els quals l'exponent és una fracció:
{\displaystyle {\sqrt[{n}]{x}}\,=\,x^{1/n}}
Les arrels són especialment importants en la teoria de sèries infinites; el criteri de l'arrel determina el radi de convergència d'una sèrie de potències. Les arrels enèsimes també es poden definir per nombres complexos, i les arrels complexes d'1 (arrel de la unitat) tenen un paper important en matemàtiques avançades. La teoria de Galois és útil per determinar quins nombres algebraics es poden expressar a partir d'arrels, i per demostrat el teorema d'Abel-Ruffini, que postula que una equació polinòmica general de grau cinc o superior no es pot resoldre tan sols fent servir arrels.

## Propietats de les arrels
Les arrels, tenen propietats molt similars a les potències. Es poden operar com potències si s'expressen com a tals. Es pot veure les propietats de les potències a potència aritmètica

### Suma i resta de radicals
La suma o la resta d'arrel és una altra arrel semblant a les anteriors el coeficient de la qual és la suma o la resta de coeficients.
5{\displaystyle {\sqrt[{n}]{m}}} + 3{\displaystyle {\sqrt[{n}]{m}}} − 2{\displaystyle {\sqrt[{n}]{m}}} = 6{\displaystyle {\sqrt[{n}]{m}}}

### Arrel d'una arrel
Si es fa l'arrel d'una arrel, es pot simplificar com una sola arrel multiplicant els exponents:
{\displaystyle {\sqrt[{n}]{\sqrt[{m}]{p}}}={\sqrt[{m\cdot n}]{p}}}

### Producte d'arrels
El producte de dues arrels del mateix exponent, és igual a l'arrel del producte.
{\displaystyle {\sqrt[{n}]{xy}}={\sqrt[{n}]{x}}{\sqrt[{n}]{y}}}

### Divisió d'arrels
La divisió de dues arrels del mateix exponent, és igual a l'arrel de la divisió.
{\displaystyle {\sqrt[{n}]{\frac {x}{y}}}={\frac {\sqrt[{n}]{x}}{\sqrt[{n}]{y}}}}

### Arrels de nombres negatius

Les quatre arrels quartes de -1

Quan es fa l'arrel d'un nombre negatiu, llavors l'arrel té com a resultats n nombres complexos.
{\displaystyle {\sqrt[{n}]{-p}}={\sqrt[{n}]{p}}\,\left(\cos {\frac {(2k+1)\pi }{n}}+i\,\sin {\frac {(2k+1)\pi }{n}}\right)={\sqrt[{n}]{p}}\,\exp \left({\frac {(2k+1)\pi i}{n}}\right)} (k nombre enter, p > 0).

Per exemple, si n = 4, les quatre arrels de -1 són:
{\displaystyle {\frac {\sqrt {2}}{2}}\,(1+i),\,{\frac {\sqrt {2}}{2}}\,(-1+i),\,{\frac {\sqrt {2}}{2}}\,(-1-i),\,{\frac {\sqrt {2}}{2}}\,(1-i)}.

### Introducció de factors en una arrel
Per introduir factors en una radical, han d'elevar-se aquests factors a l'índex de l'arrel.
a⋅{\displaystyle {\sqrt[{n}]{x}}}= {\displaystyle {\sqrt[{n}]{a^{n}x}}}